# 진·삼국무쌍: ORIGINS
진·삼국무쌍: ORIGINS(真・三國無双ORIGINS, Dynasty Warriors: Origins)는 2025년 핵 앤드 슬래시 게임으로 오메가 포스가 개발하고 코에이 테크모가 배급했다. 진·삼국무쌍 시리즈의 열 번째 작품으로, 2025년 1월 17일에 플레이스테이션 5, Windows 및 엑스박스 시리즈 X/S로 출시되었다. 출시 후 비평가들로부터 대체로 긍정적인 평가를 받았으며 2월까지 100만 장이 판매되었다.

## 줄거리
다른 진·삼국무쌍 시리즈와 마찬가지로 진·삼국무쌍: ORIGINS는 중국 소설 삼국지연의를 기반으로 한다. 그러나 프로듀서 토모히코 쇼에 따르면, ORIGINS는 소설의 첫 절반만을 다루면서도 이야기를 더 철저하게 풀어낸다는 점에서 이전 작품들과 다르며, 이것이 새로운 명명법의 이유가 된다고 한다.

## 게임플레이
게임플레이는 핵 앤 슬래시와 전략 요소로 구성되어 있다. 플레이어는 주 캐릭터를 조작하면서도 전장의 병사들에게 명령을 내릴 수 있다. 주 캐릭터 외에도 다른 장군을 팀원으로 선택할 수 있다. 다양한 무기와 캐릭터 커스터마이징이 가능하다.

## 개발
진·삼국무쌍: ORIGINS는 모바일 게임이 아닌 시리즈의 7년 만의 첫 추가 작품이다. 이 게임은 플레이스테이션 5 하드웨어의 장점을 활용하기 위해 개발되었다. '진·삼국무쌍 10'이라고 불렸을 프랜차이즈의 넘버링 속편 개발은 2020년 플레이스테이션 5 출시 이후 ORIGINS로 자원을 전환하기 위해 중단되었다. 쇼는 이 조치가 시리즈를 재창조하는 데 필요하다고 생각했다. 진·삼국무쌍 10은 이전 게임들과 비슷했을 것이며, 그는 팬들이 "조금 지루해하기 시작했다"고 믿었다. 오메가 포스는 화면에 10,000명의 병사를 표시하는 것을 목표로 설정했다. 푸시 스퀘어(Push Square)와의 인터뷰에 따르면, 쇼는 게임 개발의 일환으로 무술을 연습했다고 한다.

## 평가
진·삼국무쌍: ORIGINS는 리뷰 애그리게이터 웹사이트인 메타크리틱에 따르면 "대체로 호의적인" 평가를 받았다. 오픈크리틱은 비평가들의 79%가 이 게임을 추천했다고 밝혔다.
CGMagazine은 이 게임을 몇 년 만에 가장 좋은 무쌍 프랜차이즈 작품으로 칭찬하며, 잃었던 호감을 되찾고 시리즈에 절실히 필요했던 개편을 제공했다고 평가했다. 이 게임은 또한 IGN으로부터 깊이 있는 전투 메커니즘, 매력적인 스토리라인, 개선된 비주얼, 그리고 재플레이 가치에 대해 찬사를 받았으며, 스토리와 전투의 균형을 성공적으로 맞추어 익숙한 캐릭터와 이야기에 새로운 시각을 제공했다는 평가를 받았다.
GamingTrend와 같은 비평가들은 반복적인 게임플레이와 협동 플레이의 부재를 이 게임의 단점으로 지적했으며, VideoGamer는 깊이가 부족하고 과거에 머물러 있는 듯한 평범한 경험이라고 묘사했다.

### 판매
일본에서 진·삼국무쌍: ORIGINS는 출시 첫 주에 플레이스테이션 5로 63,805장의 실물 판매량을 기록하며 동키콩 컨트리 리턴즈 HD에 이어 일본에서 두 번째로 많이 팔린 게임이 되었다. 이 게임은 2025년 2월 9일까지 일본에서 PS5로 94,583장의 실물 판매량을 기록했다. 코에이 테크모는 2025년 2월 14일에 전 세계적으로 100만 장이 판매되었다고 발표했다.

## 같이 보기
1. ↑  딜럭스 에디션은 2025년 1월 14일에 발매됨.